# Бенбазиз, Реда
Реда́ Бенбази́з (араб. رضا بن بعزيز‎; род. 5 сентября 1993, Беджая) — алжирский боксёр, представитель легчайшей и лёгкой весовых категорий. Выступает за сборную Алжира по боксу начиная с 2011 года, чемпион Всеафриканских игр в Браззавиле, чемпион Средиземноморских игр в Мерсине, чемпион Африки, победитель и призёр турниров международного значения, участник летних Олимпийских игр в Рио-де-Жанейро.

## Биография
Реда Бенбазиз родился 5 сентября 1993 года в городе Беджая, Алжир. Впоследствии переехал на постоянное жительство в близлежащий городок Акбу, с тринадцати лет проходил подготовку в местном боксёрском клубе.
В 2009 году выступил на чемпионате мира среди юниоров в Ереване, но попасть здесь в число призёров не смог.
Первого серьёзно успеха на взрослом международном уровне добился в сезоне 2011 года, когда вошёл в основной состав алжирской национальной сборной и побывал на Всеафриканских играх в Мапуто, откуда привёз награду серебряного достоинства, выигранную в легчайшей весовой категории — в решающем финальном поединке уступил маврикийцу Брюно Жюли. Кроме того, в этом сезоне взял бронзу на Панарабских играх в Дохе.
В 2013 году одержал победу на Средиземноморских играх в Мерсине и выступил на чемпионате мира в Алма-Ате, где уже в 1/16 финала был остановлен бразильцем Робенилсоном ди Жезусом. Начиная с этого времени регулярно боксировал в матчевых встречах полупрофессиональной лиги WSB, представляя команду «Алжирские пустынные ястребы».
Сезон 2015 года в WSB оказался для него особенно удачным, в шести поединках он одержал четыре победы, в том числе взял верх над болгарином Детелином Далаклиевым, марокканцем Хамзой Рабии, россиянином Адланом Абдурашидовым и мексиканцем Линдольфо Дельгадо, тогда как проиграл кубинцу Ласаро Альваресу и представителю Украины Виктору Славинскому. Помимо этого, в лёгком весе занял первое место на чемпионате Африки в Касабланке и Всеафриканских играх в Браззавиле.
На африканской олимпийской квалификации в Камеруне Бенбазиз сумел дойти до финала и благодаря этому выступлению удостоился права защищать честь страны на летних Олимпийских играх 2016 года в Рио-де-Жанейро. В категории до 60 кг благополучно прошёл первых двоих соперников по турнирной сетке, однако в четвертьфинале со счётом 3:0 его победил монгол Доржнямбуугийн Отгондалай.
После Олимпиады Реда Бенбазиз остался в составе боксёрской команды Алжира и продолжил принимать участие в крупнейших международных турнирах. Так, в 2017 году он выиграл серебряную медаль на чемпионате Африки в Конго и выступил на чемпионате мира в Гамбурге, где в 1/8 финала был побеждён венесуэльцем Луисом Кабрерой.